# Компоненцијална анализа
Компоненцијална анализа је метод у семантици, делу лингвистике који проучава значење речи. Компоненцијална анализа се може дефинисати као растављање значења на основне јединице, које се називају семантичке компоненте. Овакав приступ, у којем је у фокусу атомизација, карактеристичан је за лингвистички структурализам. 
Семантичке компоненте (семе) дефинишу се као универзални атомизирани концепти. Семантичари су покушали да утврде различите врсте семантичких компонената и да направе листу свих концепата од којих се може састојати значење. Међутим, коначна листа семантичких компонената никада није утврђена. 
Компоненцијална анализа је погодна за упоређивање два значења једне лексеме или два значења двеју лексема. Стога је корисна у изради речника, у поређењу више језика, као и у методици наставе страних језика. Резултати истраживања са компоненцијалном анализом користе се и у рачунарској лингвистици, са циљем да се људски језик учини разумљивим машинама.

## Школе компоненцијалне анализе
Семантичари су испрва сматрали да се саставне компоненте значења испољавају бинарно, присуством (+) или одсуством (-). Пример компоненцијалне анализе лексема мушкарац, жена, дечак, девојчица дат је у табели:
| Сема    | мушкарац | жена | дечак | девојчица |
| ------- | -------- | ---- | ----- | --------- |
| одрасло | +        | +    | -     | -         |
| мушко   | +        | -    | +     | -         |
| женско  | -        | +    | -     | +         |

У србистичкој семантици компоненцијална анализа не подразумева бинарност, тј. семантичке компоненте се на изражавају присуством (+) или одсуством (-), већ се увек пописују само присутне семе. На пример, лексему зуб чије је основно значење "свака од плочастих или клинастих кошчица превучених глеђу у вилицама човека и већине других кичмењака које служе за кидање и ситњење хране" можемо разложити на следеће семантичке компоненте:
зуб = кошчица + плочаста + клинаста + у вилицама човека + у вилицама других кичмењака + превучених глеђу + служи за кидање хране + служи за ситњење хране. 
Нису све ове семе језички релевантне; иако све оне садрже одређене информације, само од неких настају нова значења или нове лексеме. Друге речи и изрази настају код лексеме зуб у семи облика (нпр. зуб на вилама, виљушка са зубима) и семи функције (нпр. зуб времена). Непродуктивна је сема боје (бела боја зуба).
Јуџин Најда разликује три типа семантичких компоненти: заједничке, дијагностичке и допунске.
1. Заједничке компоненте су оне које припадају свим лексемама које се пореде (нпр. ако поредимо речи врабац, ласта, голуб заједничке компоненте биле би „птице“, „имају перје“, „имају способност летења“).
2. Дијагностичке компоненте су заједничке само неким лексичким садржајима који се пореде (нпр. код лексема врабац, ласта, голуб дијагностичка компонента „птице селице“ важи само за ласту, не и за врапца и голуба).
3. Допунске компоненте су обично конотативне (мада могу да буду и денотативне, али су у том случају необавезне), па тако не могу утицати на формирање дистинктивне везе између два лексичка садржаја (нпр. глаголи цичати и вриштати су синоними, иако се радња означена првим глаголом обично везује за жене).

Леонард Липка разликује седам врста семантичких обележја: денотативна, конотативна, релациона, преносна, деиктичка, дистинктивна и инференцијална. 
1. Денотативна обележја су најважнија и она су увек присутна или одсутна. Тако је у пару жена – мачка денотативно обележје +/-људско.
2. Конотативно обележје односи се на различите типове маркираности, нпр. „архаично“, „фамилијарно“, „шаљиво“. Тако је у пару ат – коњ конотативно обележје +/- архаично.
3. Релациона обележја исказују односе између појмова исказаних лексемама, као што је лексема отац у односу родитељства према лексеми син.
4. Преносно обележје: у реченици Пио је јабуку. семантичко обележје +течно, односно –чврсто преноси се са лексеме пити на лексему јабука, па се отуда у наведеној реченици под јабуком подразумева сок од јабуке, а не плод.
5. Деиктичка обележја односе се на просторне и временске релације међу појмовима означеним лексемама, нпр. сада долази после онда.
6. Дистинктивна обележја су круцијална, будући да су у питању обележја која уносе разлику у значењу између две лексеме. У дистинктивна обележја улазе сва обележја сем инференцијалних.
7. Инференцијална обележја су необавезна, зависна су од језичког и ванјезичког контекста.

Руски лексиколози имају другачији приступ. Они разликују: контекстуалне семе, семантичко-синтаксичке семе, тематске семе и фонске семе. 
1. Контекстуалне семе су семе које се остварују само у посебним контекстима, нпр. лексема отац у значењу „оснивач“ у примеру Жуковски – отац модерне аеродинамике.
2. Семантичко-синтаксичке семе: одређена лексема добија различите семе ако се употребљава уз различите допуне, нпр. председник партије, председник државе, председник шаховског клуба.
3. Тематске семе су информације које лексема добија у вези са општим значењем речи. Нпр. информација да је лексема војсковођа у вези са војском.
4. Фонске семе су културно-историјске асоцијације које лексема носи са собом. Нпр. руска лексема командировка подразумева службени пут за који се добијају дневнице.

## Мане компоненцијалне анализе
Разлагање значења на семантичке компоненте даје одличне резултате са конкретним појмовима. Међутим, немогуће је применити ову методу код апстрактних појмова, с обзиром на то да је непознато од чега се састоје љубав, понос, срећа, туга. Затим, није утврђена листа сема која би образовала сва значења свих речи у неком језику. Уз то, иако се првобитно сматрало да су семантичке компоненте недељиве, испоставило се да се одређене семе могу даље разлагати на ситније делове, односно да је одређивање тога шта је једна сема недовољно прецизно.
Као теорија, структуралистичка семантика је данас уступила место когнитивистичким приступима. Ипак, метод компоненцијалне анализе данас има практичну примену у компаративним истраживањима, у транслатологији, у лексикографији и рачунарској лингвистици.